# Ким Џонг Сук
Ким Џонг Сук (кореј. 김정숙, 金正淑) је била прва жена Ким Ил Сунгa. 
Рођена је 24. децембра 1917. године у месту Хоерионг. Септембра 1934. године приступила је Дечјој авангарди. Следеће године у јулу постала је члан Савеза комунистичке омладине Кореје. У септембру 1935. приступила је Корејској народно-револуционарној армији. У јануару 1937. постала је члан Комунистичке партије Северне Кореје. Умрла је 22. септембра 1949. године.
Мајка је Ким Џон Ила, кога је родила 16. фебруара 1942, према званичним подацима у тајном партизанском кампу на планини Пекту.